# 長頭懶齒鯉
長頭懶齒鯉，為輻鰭魚綱脂鯉目脂鯉亞目半齒脂鯉科的其一種，分布於南美洲雅普拉河、奧里諾科河、黑河、馬羅尼河、特龍貝塔斯河、塔帕洛斯河、亞馬遜河等流域，體長可達24.5公分，棲息在沙底質、水流快速的溪流，生活習性不明。